# Ulukhaktok
Ulukhaktok är ett samhälle i Kanada.   Det ligger i territoriet Northwest Territories, i den norra delen av landet, 3 600 km nordväst om huvudstaden Ottawa. Ulukhaktok ligger 23 meter över havet och antalet invånare är 402.
Terrängen runt Ulukhaktok är huvudsakligen platt, men den allra närmaste omgivningen är kuperad. Havet är nära Ulukhaktok åt sydväst. Trakten är glest befolkad.
Den 18 juli 2016 blev Ulukhatok landningsplats för det svenskledda ballongexperimentet PoGO+.